# 埃尔索梅利斯德纳盖阿
埃尔索梅利斯德纳盖阿，是西班牙加泰罗尼亚莱里达省的一个市镇。 总面积13平方公里，总人口152人（2001年），人口密度12人/平方公里。